# Ancylorhynchus nyukinus
Ancylorhynchus nyukinus là một loài ruồi trong họ Asilidae. Ancylorhynchus nyukinus được Speiser miêu tả năm 1910. Loài này phân bố ở vùng nhiệt đới châu Phi.